# Innsalz Verlag
Der Innsalz Verlag publiziert regionale Bücher, und wurde von Wolfgang Maxlmoser gegründet. Im Verlag mit Standort Munderfing, Bezirk Braunau, Oberösterreich, erscheinen Werke der Literatur mit regionalen Schwerpunkten, Prosa auch in Mundart, aber auch Lyrik.
Autoren des Verlages sind bzw. waren u. a. Sylvester Walch, Ilse Krumpöck, Joachim Arnold, Gaby Grausgruber, Ulrike Mara,  Bruno Jaschke, Monika Krautgartner, Harald Kollegger, Joschi Anzinger, Wolfgang Kauer, Reinhold Aumaier, Herbert Pauli, Doris Kloimstein, Norbert Blaichinger.